# Clover (Wisconsin)
Clover es un pueblo ubicado en el condado de Bayfield en el estado estadounidense de Wisconsin. En el Censo de 2010 tenía una población de 223 habitantes y una densidad poblacional de 1,44 personas por km².

## Geografía
Clover se encuentra ubicado en las coordenadas 46°46′53″N 91°12′59″O / 46.78139, -91.21639. Según la Oficina del Censo de los Estados Unidos, Clover tiene una superficie total de 155.13 km², de la cual 154.33 km² corresponden a tierra firme y (0.51%) 0.79 km² es agua.

## Demografía
Según el censo de 2010, había 223 personas residiendo en Clover. La densidad de población era de 1,44 hab./km². De los 223 habitantes, Clover estaba compuesto por el 96.86% blancos, el 0% eran afroamericanos, el 0.9% eran amerindios, el 0% eran asiáticos, el 0% eran isleños del Pacífico, el 0.45% eran de otras razas y el 1.79% pertenecían a dos o más razas. Del total de la población el 1.35% eran hispanos o latinos de cualquier raza.